# Pedro I de Castela
Pedro I de Castela, cognominado o Cruel (Burgos, 30 de agosto de 1334 – 23 de março de 1369), foi rei de Castela de 1350 até seu assassinato em Montiel por seu irmão bastardo e sucessor. Foi filho de Maria de Portugal (1313–1357) ("A fermosíssima Maria" d'Os Lusíadas de Luís de Camões) e de Afonso XI de Castela (1311–1350). Foi neto materno de Afonso IV de Portugal (1291–1357) e de Beatriz de Castela (1293–1359) e, portanto, sobrinho do homónimo Pedro I de Portugal, o Justiceiro. Era neto paterno da infanta, Constança de Portugal, e de Fernando IV de Castela.

## Vida
Único varão legítimo de Maria de Portugal e de Afonso XI, Pedro subiu ao trono após a morte do pai, em 1350. Antes disso houve uma disputa pelo trono entre Pedro e o seu meio-irmão, Henrique de Trastâmara, bastardo de Afonso XI de Castela e da sua amante Leonor de Gusmão. Pedro foi sempre apoiado pela mãe, a rainha Maria, e pelos seus avós maternos, Beatriz e Afonso IV.
Rei de Castela e Leão em 1350, ficou manchado do sangue de numerosas vítimas. Desejando vingar-se de fidalgos castelhanos refugiados em Portugal, negociou com seu tio, o rei Pedro I de Portugal, o escambo dos perseguidos, entregando dois dos culpados da morte de Inês de Castro. Teria mandado matar, em Toro, fidalgos que seus desvarios haviam condenado, entre eles o português Martim Afonso Telo de Meneses, pai de Leonor Teles, rainha de Portugal.
Durante o seu reinado, cometeu muitas atrocidades entre as quais, assassinar Leonor de Gusmão, amante do pai, como resposta à infelicidade da sua mãe.
Seria assassinado em 1369 pelo seu meio-irmão Henrique de Trastâmara, o qual veio a ser rei, como Henrique II de Castela, por ter mandado matar-lhe a mãe, Leonor de Gusmão, e um irmão.
Em sua apreciação, foi rei com grandes qualidades de generosidade, retidão e espírito de justiça, estimado pelo seu povo. Castigava com demasiada severidade, mas dentro do espírito da época. Maria de Portugal, sua mãe, trouxera como mordomo-mor João Afonso de Albuquerque (1280-1354), Conde de Albuquerque, que se tornou aio privado da Rainha e tutor dos seus filhos. Encarregado da educação de D. Pedro, favoreceu sua desmedida ambição. Foi o artífice do casamento com Branca de Bourbon, quando introduzira Maria de Padilla. Em 1353 entrou em negociações com os infantes Henrique e Telo de la Cerda.

## Reinado
Em 1353, influenciado pela mulher, denominada sem coroa, Maria de Padilla, o jovem rei de 19 anos escolhe governar como um autocrata, apoiado no povo, o que lhe valeu o apelido de Justiceiro. Seus meio-irmãos conspiravam com o rei de Aragão. Pedro I mandou executar seus cúmplices, combateu Aragão, mandou assassinar dois meio-irmãos e se tornou assim o Cruel.
O Príncipe Negro interveio em Nájera em 3 de abril de 1367 a seu favor. O primogênito de seus irmãos bastardos, Henrique, fez apelo ao rei de Aragão e ao da França, Carlos V, o Sábio. A França estava lentamente se recuperando da ocupação inglesa, do desastre de Poitiers, da Grande Peste, das rebeliões camponesas (jacqueries) e sofria as vexações da soldadesca desenfreada.
Desde o início da Guerra dos Cem Anos, os reis da França tinham hábito de recrutar routiers ou mercenários, mais disponíveis que os cavaleiros. Mas, organizados em Grandes Compagnies, os mercenários se entregam a pilhagens terríveis das aldeias, quando não se combatem uns aos outros. Carlos V de França pediu a seu capitão Bertrand Du Guesclin para levá-los para a Espanha. Pedro I, diante da ameaça, se precipitou para Bordéus, terra inglesa, aliando-se ao Príncipe Negro, o filho do rei inglês. O primeiro combate foi fatal para Du Guesclin, capturado pelo Príncipe Negro, que não demorou em libertá-lo mediante resgate, montante elevado marcado pelo próprio cativo. Em 1 de março de 1369 Pedro I foi vencido por Du Guesclin em Montiel, no sudeste de Castela. A batalha pôs termo à primeira guerra civil espanhola que opôs durante 15 anos o herdeiro legítimo aos bastardos do pai. Du Guesclin, bretão, se vingou de Pedro: sob falsa promessa de liberdade, leva-o a seu meio irmão Henrique de Trastamara. Os dois combateram, Henrique matou Pedro e subiu ao trono como Henrique II de Castela. Bertrand Du Guesclin, voltando a Paris, recebeu o título de condestável, tornando-se uma espécie de chefe do estado-maior do rei Carlos V. Terminara a coligação de rebeldes castelhanos e barões franceses atraídos a Castela pela expansão além Pirenéus da Guerra dos Cem Anos, que mantivera o reino em torvelinho. Estava no trono a nova dinastia de Trastâmara.

## Casamento

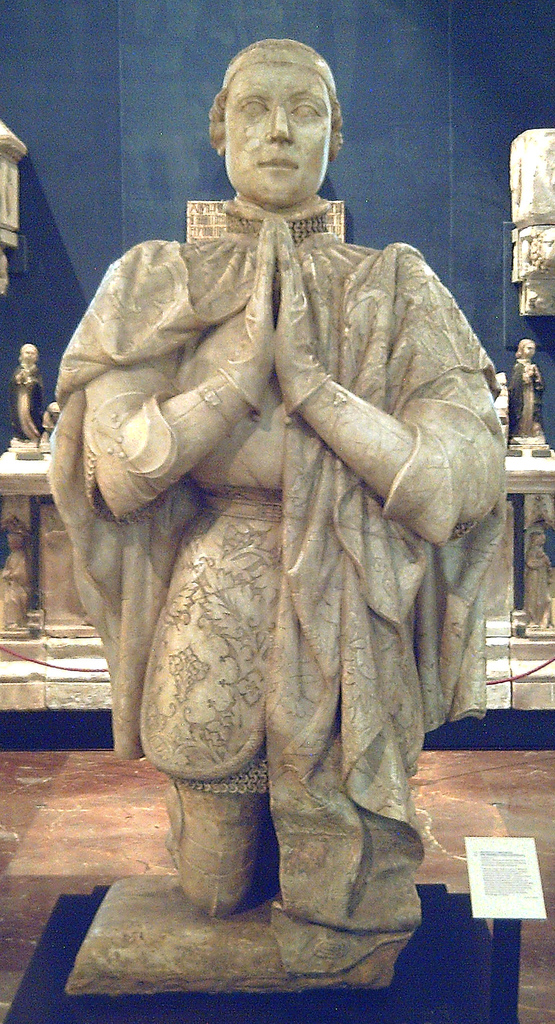
Estátua de Pedro I (1504)

Casou-se por procuração em 1351 na França e depois em Valladolid em 3 de Junho de 1353 com Branca de Bourbon (1339-1361), envenenada em Medina Sidonia. Era irmã gémea da rainha Joana de Bourbon, esposa de Carlos V de França. Não tiveram descendência.
Branca trouxe dote de 300 mil florins de ouro. Seu séquito, chefiado pelo visconde de Narbona, chegou a Valladolid em 25 de fevereiro de 1353, mas Pedro estava em Torrijos, com Maria de Padilla, prestes a parir. Em 3 de junho houve a cerimônia da boda, apadrinhada por João Afonso de Albuquerque e Leonor de Aragão. Três dias mais tarde, o rei voltou para Puebla de Montalbán, onde o esperava Maria de Padilla. Houve depois uma reconciliação de breves dias em Valladolid, Pedro partiu para Olmedo e não mais viu a esposa. Maria de Portugal levou a nora para Tordesillas e depois para Medina del Campo, mas o marido a fez encerrar em Arévalo e no alcázar de Toledo. O partido político adverso a Pedro explorou o fato de que ele, secretamente, enquanto Branca vivia, se casou com Maria de Padilla. Don Beltran de la Sierra, núncio do papa, intimou o rei a retomar Branca, assim como exigiu sua tia Leonor de Aragão. O rei entretanto a manteve presa, levando-a de Siguenza para Jerez de la Frontera e para Medina Sidonia e ali ela foi assassinada pelo ballestero Juan Perez de Rebolledo. Com isso alienou Carlos V de França, cuja mulher era gémea de Branca e deu pretexto à intervenção da França (du Guesclin) em favor do bastardo Henrique de Trastamara, futuro rei. Murmúrios de que o dote não teria sido pago ou de que ela seria amante de D. Fadrique, Duque de Benavente, meio-irmão do rei, mas este nem se lhe acercara nem era do seu séquito.
Casou-se depois secretamente com sua amante Maria de Padilla (1335-1361 em Sevilha). Era filha de Juan Garcia de Padilla em 1355 senhor de Villagera, e de Maria Gonçales de Henestrosa. A desgraça do rei foi esta paixão. A amante, de família nobilíssima, teve dele quatro filhos até a peste de 1361, que a levou, semanas após o assassinato da rainha.
Em 1354 casou-se em Cuellar, enquanto ainda viviam duas esposas, com Joana de Castro, senhora de Duenas e Ponferrada (1325), morta em 1374 que era viúva de Diego de Haro, senhor de Biscaia, e filha de Isabel Ponce de Leão e de Pedro Fernandes de Castro, o da Guerra, cavaleiro da Galiza, senhor de Lemos e, portanto, meia-irmã de Inês de Castro.

## Descendência
De Maria de Padilla:
- Beatriz, infanta de Castela (1353-1369), freira na Abadia de Santa Clara.

- Constança, infanta de Castela (1354-1394), casada em 21 de setembro de 1371 em Roquefort-sur-Mer, na Aquitânia, com João de Gante, duque de Lencastre, filho de Eduardo III de Inglaterra e Filipa de Hainaut.

- Isabel, infanta de Castela[5] (1355-1392), casou-se em Hertford em 1 de março de 1372 com Edmundo de Langley, conde de Cambridge, em 1385 duque de York, irmão de João de Gante.

- Afonso, príncipe herdeiro de Castela (1359-1362)

De Joana de Castro:
- João de Castela (1355-1405), casado com Elvira de Eril. Herdeiro no caso de morrerem sem posteridade as irmãs, as três infantas nascidas de Maria de Padilla. Foi preso em 1386 na fortaleza de Soria, sob custódia de Beltran de Eril, com cuja filha casou.

Teve bastardos.
De Maria de Henestrosa:
- Fernando de Castela (1361-1362),[6] senhor de Niebla.

De Isabel de Sandoval:
- Sancho de Castela (1363-1371),[6] senhor de Almazán.

- Diego de Castela (1365-1440),[6] casado com Isabel de Salazar.

De Teresa de Ayala:
- Maria de Castela (1367-1424), freira em Toledo.[6]